# Sophienschule Hannover
Die Sophienschule ist ein Gymnasium im Stadtteil Zoo in Hannover. Seit dem 12. April 2021 hat das Gymnasium einen Neubau in der Schackstraße 21. Das ehemalige historische Schulgebäude in der Seelhorststraße 8 steht unter Denkmalschutz und wird nur noch vom benachbarten Kaiser-Wilhelm- und Ratsgymnasium Hannover als Fachtrakt  genutzt.

## Beschreibung
Seit 2021 hat die Sophienschule einen neuen Standort in der Schackstraße unweit des ehemaligen Schulgebäudes, in dem von 1900 bis 2020 gymnasial unterrichtet wurde. Der Neubau verfügt über einen Ganztagsbereich, digitale Vernetzung und eine Mensa. 
Die Schule kooperiert mit der Universität Hannover, der Gedenkstätte Ahlem und der Musikhochschule. Angeboten werden unter anderem die Teilnahme am schuleigenen Ruderverein, am Orchester, an einem der beiden Chöre, an der Schulband, an den Chorklassen, an einem halbjährigen Sozialprojekt in der Qualifikationsphase und weiteren Arbeitsgemeinschaften und Schulprojekten. Partnerschulen befinden sich in Rouen, Tallinn, Istanbul und Madrid.
Die Fremdsprachen Latein, Französisch und Spanisch werden ab Jahrgangsstufe 6 unterrichtet.
In der Einführungsphase im Jahrgang 11 werden die Schülerinnen und Schüler weiterhin im Klassenverband unterrichtet. Es besteht die Möglichkeit, die zweite Fremdsprache abzuwählen und stattdessen zusätzliche Kurse des „kulturellen Profils“ (Kunst, Musik, Darstellendes Spiel) zu belegen.
Für die Qualifikationsphase des 13-jährigen Gymnasiums stellt die Sophienschule vier Schwerpunkte zur Auswahl: sprachlich, naturwissenschaftlich, gesellschaftswissenschaftlich oder musisch-künstlerisch.
Seit dem Schuljahr 2011/2012 ist die Sophienschule offene Ganztagsschule. Es gibt ein Ganztagsprogramm (Hausaufgabenbetreuung und Arbeitsgemeinschaften) für die Jahrgänge 5 bis 6.
Das Gymnasium verfügt über ein eigenes Schullandheim in Hambühren bei Celle, in das jährlich die 5. bis 9. Klassen für den Landheimaufenthalt entsendet werden. Im 11. Jahrgang findet im Herbst eine Fahrt nach Berlin statt, die einen geschichtlich-politischen Schwerpunkt besitzt. Der Besuch des Deutschen Bundestages und ein Treffen mit Bundestagsabgeordneten sind ebenso wie Gedenkstättenbesuche (Gedenkstätten Berliner Mauer und Hohenschönhausen) dabei obligatorisch.
Im Frühjahr 2016 begann die Stadt Hannover mit den Planungen für den Neubau der Sophienschule im Zooviertel auf dem Gelände der bisherigen Außenstelle. Die Grundsteinlegung erfolgte am 11. Februar 2020, die Fertigstellung der Gesamtbaumaßnahme erfolgte 2023, wobei der erste Bauabschnitt bereits im Frühjahr 2021 abgeschlossen wurde und nachfolgend der Umzug der Schule erfolgte.[veraltet]

## Schülerzeitung
Der Götterbote ist die seit 1985 durchgängig erscheinende Schülerzeitung der Sophienschule. Sie ist eine der ältesten Schülerzeitungen Hannovers und bringt in regelmäßigen Abständen bis zu vier Ausgaben jährlich heraus. Zu lesen gibt es alles über die Sophienschule: Berichte aus dem Schulleben, gesellschaftliche und politische Beiträge, Buch- und Filmkritiken, Lehrerinterviews, Termine, Abschlussreden und vieles mehr. Für eine Schutzgebühr von z. Zt. dreißig Cent kann man den Götterboten erwerben. Zudem besteht die Möglichkeit, die Online-Ausgabe als PDF über die Homepage des Götterboten herunterzuladen. Der Götterbote hat im Jahr 2008 den 3. und im Jahr 2011 den 2. Platz beim Juniorenpressepreis errungen.

## Geschichte

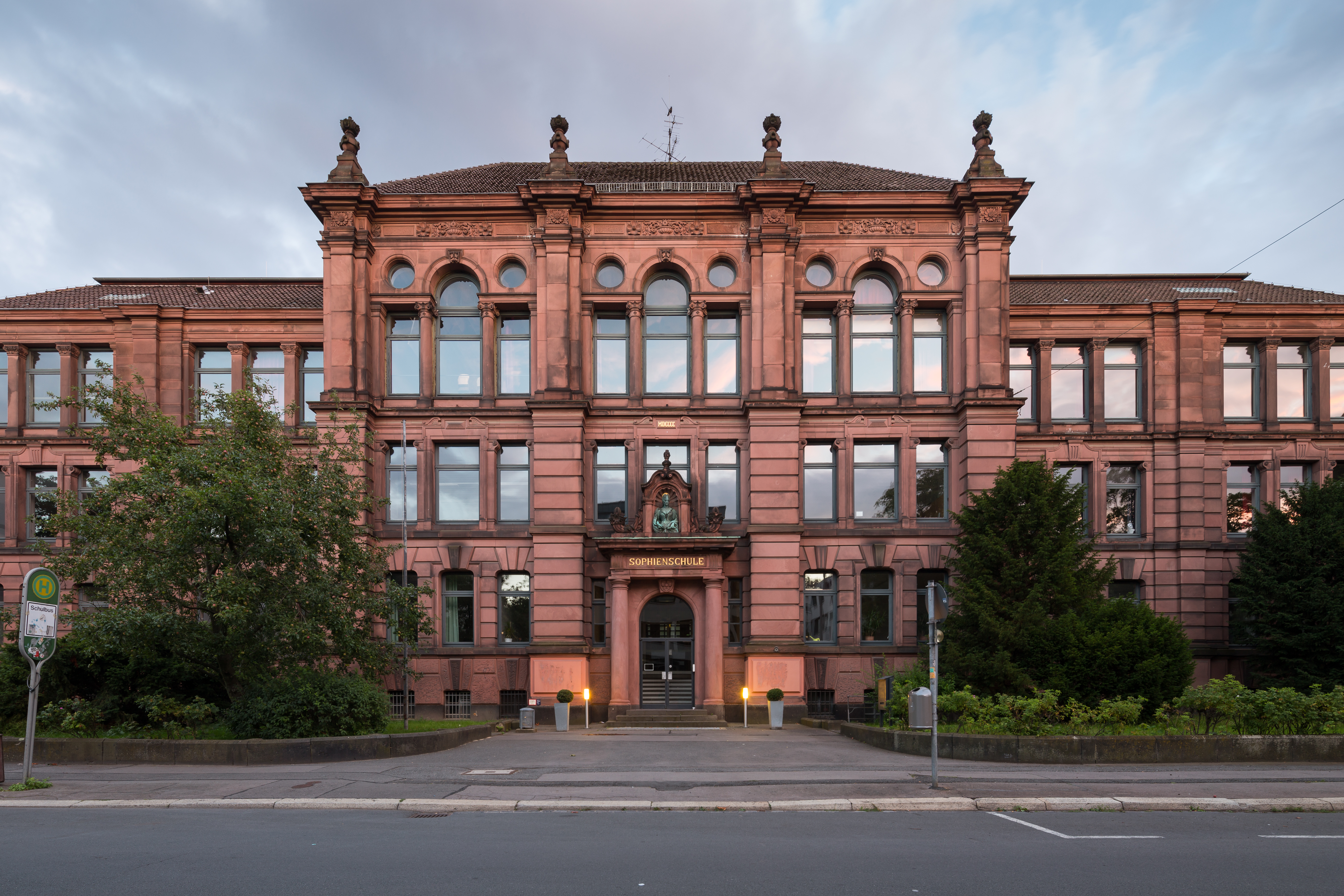
Der Altbau in der Seelhorststraße 8

Die Schule wurde 1897 zunächst als Höhere Töchterschule III gegründet. Das heutige Schulgebäude wurde in den Jahren 1898 bis 1900 nach Plänen des Architekten Paul Rowald errichtet und am 24. April 1900 auf Initiative von Hedwig Kettler zunächst als reines Mädchengymnasium eingeweiht. Es wurde nach der Kurfürstin Sophie von Hannover (1630–1714) benannt.
1904 wurde das Modell dieses vorbildlichen Schulgebäudes auf der Weltausstellung in St. Louis präsentiert und mit einem Diplom ausgezeichnet. Noch im Kaiserreich wurde die Schule in den Jahren 1905 bis 1910 erweitert (Lyzeum, Realgymnasiale Studienanstalt) und aufgrund der rasch anwachsenden Schülerinnenzahl mit Anbauten versehen. 1910 fanden auch die ersten Abiturprüfungen statt.
Während der Weimarer Republik wurde 1927 das Schullandheim in Hambühren eingeweiht. Ein gymnasial-altsprachlicher Zweig der Schule wurde in der Zeit des Nationalsozialismus 1936 wieder aufgelöst. Die Schule fungierte seitdem als Oberschule für Mädchen, die ihr Abitur – wie an allen Höheren Schulen des damaligen Deutschland – nach 12 Schuljahren ablegen konnten.
Während des Zweiten Weltkriegs fand, nach der Einweisung der Elisabeth-Granier-Schule, die Ausbildung im Schichtunterricht statt. Doch die Luftangriffe auf Hannover brachten dem Schulgebäude im August / September 1943 so schwere Schäden bei, dass der Unterricht bis zum Kriegsende vollständig unterbrochen wurde.
Erst im Herbst 1945 konnte die Schule ihren Betrieb wieder aufnehmen; die Beseitigung der Kriegsschäden konnte in den frühen Wiederaufbaujahren jedoch nur schrittweise bis 1951 erfolgen, der Schichtunterricht konnte aber erst 1959 beendet werden. Nun wurde das Abitur wieder nach dem 13. Schuljahr abgelegt.
In den Jahren 1961 und 1962 wurde das Schulgebäude saniert. Mit der Einführung der schulformunabhängigen Orientierungsstufe in Niedersachsen 1978 wurden die Jahrgänge 5 und 6 formal abgetrennt (bis 2003), zwei Jahre darauf die Koedukation eingeführt.
2011 wurde das Abitur nach 12 Schuljahren wieder eingeführt.

## Persönlichkeiten

### Lehrer
- 1904 bis 1933: Agnes Wurmb (1876–1947), Oberschulrätin[8]
- 1921–1937: Ludwig Wülker, Geschichtslehrer und Schuldirektor[9]

### Schüler
- Amalie Loewenberg (1889–nach 1942), eine der ersten akademischen Lehrerinnen in Preußen
- Ilsebill Becher, geb. Funk, Dressurreiterin und Geschäftsführerin, besuchte bis 1953 die Schule
- Hellmuth Hahn (1927–2015), Heimatforscher, Historiker, Arzt und Kommunalpolitiker
- Abitur 1969: Sibylla Flügge (* 1950), Juristin, Professorin im Ruhestand und Rechtstheoretikerin
- Abitur 1973: Doris Dörrie (* 1955)
- Abitur 1983 Bernice Elger (* 1964), Medizinerin und Theologin, Ordinaria, Leiterin des Instituts für Bio- und Medizinethik, Universität Basel und Leiterin der Unité de droit médical et médecine humanitaire, Centre universitaire romand de médecine légale, Université de Genève